# 柯受良
柯 受良（コー・ショウリアン、ブラッキー・コー、1953年2月22日 - 2003年12月9日）は、台湾の歌手、俳優、スタントマンである。息子は台湾の歌手柯有綸（柯有倫、アラン・コー）。

## 活動
元来はアマチュアのバイクラリーの選手だった。1975年に優勝し、映画関係者に声を掛けられてスタントマンになった。後年、万里の長城をバイクで飛び越え、ギネス世界記録にも認定された。
出演した香港映画だけでなく、ハリウッドなどの他の映画作品にも影響を与えるほどのスタントを生み出し、成功させて功績を残した。また、負傷して何度も入院しながらも復活し、スタッフ・キャストから「不死身の男」と呼ばれた。
多くの俳優のスタントを勤めただけでなく、強面を生かした俳優としても活躍し、凶悪犯や怪人役を得意とした。

## 略歴
- 1953年2月22日、国共内戦末期の中国に生まれた。父は漁師。
- 1955年2月の大陳島撤退時に両親に連れられ、国民党軍とともに台湾に渡る。
- 1970年、映画学校に入り、演技やスタントを学ぶ。
- 1971年、映画『落鷹峡』で、月世界の上から転げ落ちるスタント（代役）を行う。
- 1977年、香港の芸能界に入り、武術指導やアクション映画の俳優となる。
- 1988年、映画『壮志豪情』の監督を務める。翌年公開。
- 1998年、アンディ・ラウ（劉徳華）、呉宗憲と合唱した歌「笨小孩」がヒット。
- 2003年12月9日、多量の飲酒による喘息発作のため、ロケ先の上海のホテルで死去[1]。葬儀には多くの映画人が集まり、日本の各マスコミ、映画雑誌でも報じられた。

## ジャンプ・スタント
- 1987年7月26日、台湾桃園市の海湖峡谷を自動車で飛び越える。
- 1992年11月15日、北京郊外金山嶺にて万里の長城（幅38m）をバイクで飛び越える。
- 1997年6月1日、山西省臨汾市にて、黄河の壺口瀑布（幅55m）を自動車で飛び越える。
- 1999年、シンガポール仁善医院への募金のため、シンガポール体育館（幅42m）を飛び越える。
- 2002年、チベットラサ市にて、ポタラ宮広場（幅28m）を自動車で飛び越える。

## 映画
- 1982年 - 『最佳拍檔』（『悪漢探偵』） バイクでビルの窓から飛び出すスタント。
- 1984年 - 『快餐車』（『スパルタンX』）
- 1986年 - 『龍兄虎弟』（『サンダーアーム/龍兄虎弟』） ユーゴスラビアでスポーツカーで6車線75メートルの高速道路を飛び越える。
- 1987年 - 『衛斯理傳奇』（両頭蛇 役）
- 1989年 - 『英雄無胆』（連長 役）
- 1989年 - 『壮志豪情』（監督）
- 1990年 - 『咖哩辣椒』（鮑魚刷 役）
- 1990年 - 『賭侠』（『ゴッド・ギャンブラー2 賭侠』）（黒豹 役）
- 1991年 - 『夜生活女王之霞姐伝奇』（阿光 役）
- 1992年 - 『戦龍在野』（黒哥 役）
- 1992年 - 『逃学威龍2』（犯人役。ゲスト出演）
- 1992年 - 『少年吔、安啦！』（老董 役）
- 1993年 - 『重案組』（『新ポリス・ストーリー』）（台湾警官 役。ゲスト出演）
- 1993年 - 『芝士火腿』（殺手龍 役）
- 1994年 - 『賭神2』（海岸 役）
- 1995年 - 『冇面俾』（『摩登笑探』、『金城武の死角都市・香港』）
- 1996年 - 『古惑仔2之猛龍過江』（柯志華 役）
- 1996年 - 『古惑仔3之隻手遮天』（柯志華 役）
- 1997年 - 『侠盗正伝』（石班主 役）
- 1997年 - 『黒玫瑰之義結金蘭』（紅毛丹 役）
- 1999年 - 『烈火戦車2極速伝説』（黒鬼東 役）
- 1999年 - 『條子阿不拉』（阿不拉 役）
- 2000年 - 『古惑仔6勝者為王』（柯志華 役）
- 2000年 - 『笨小孩』（譚耀文父 役）
- 2001年 - 『欲望之城』 役）
- 2001年 - 『童党』（猛哥 役）
- 2002年 - 『烏龍闖情關』
- 2003年 - 『生死速遞』（呉信勇 役、監督）

## ドラマ
- 2002年 - 『雪地裡的星星』（『星が輝く夜に』）

## ディスコグラフィー

### アルバム
- 『正港男児』（1993年12月、名冠唱片公司。台湾語。）
- 『再度征服』（1999年6月、BMG唱片公司。中国語。）